# Juan Carlos Moreno González
Juan Carlos Moreno González (Asunción, 19 de febrero de 1911-ibídem, 30 de enero de 1983) fue un músico paraguayo.

## Biografía
Era hijo de Rosario González Filisbert y del político, historiador y diplomático Fulgencio R. Moreno (1872-1933), descendiente de Fulgencio Yegros.. Descendiente de una familia de pensadores, desde niño sintió afición por la música. 

Su niñez pasó en el ambiente diplomático a que pertenecía su padre. Tuvo una prolija educación dentro de un ámbito tran atractivo espiritualmente, aunque conoció también la escasez de otros momentos, llevados por sus padres con entera dignidad. Un día, cuando tenía once años, como niño travieso que era, quiso treparse a un vagón de ferrocarril cerca de la Plaza Once, de Buenos Aires. Cayó y las ruedas le cortaron ambas piernas. En medio de su desgracia, surgió una intensa vida espiritual, se puso a escribir y a hacer serios estudios de armonía y composición.
Juan Max Boettner

### Su trayectoria
En 1938 recibió una beca para estudiar en São Paulo, Brasil con el maestro Furio Franceschini hasta 1940.

Vivió algunos años en Brasil, donde hizo estudios superiores de música. Desde 1940 su actividad como compositor concertista fue intensa, destacándose también como erudito y ameno conferencista.
Juan Max Boettner

Como compositor, en sus comienzos se dedicó a la música popular, logrando éxitos y reconocimientos, como el premio que consiguió en 1929 en un certamen nacional en Argentina con su tango Margarita, con texto del argentino Gabino Coria Peñaloza. Esta pieza permitió al compositor tener difusión internacional. Luego abarcó, ya con más estudio, prácticamente todos los géneros musicales, con especial énfasis en la música de cámara.
El 15 de agosto de 1956 estrenó en el Teatro Municipal Ignacio A. Pane la primera zarzuela paraguaya: La tejedora de ñandutí, con libreto del dramaturgo y poeta Juan Manuel Frutos Pane.

## Estilo artístico
Su estilo se puede definir como clásico-romántico con influencia beethoveniana, si bien en algunas obras, especialmente las escritas para orquesta, por su lenguaje armónico, llega a ciertos exotismos que le confieren aires de modernidad aunque sus estructuras son puramente neoclásicas.
En los años cincuenta creó, junto al escritor Manuel Frutos Pane, un género de comedia musical inspirado en la zarzuela española, sobre temas del campo y folklóricos paraguayos al que denominó zarzuela paraguaya, obteniendo durante casi dos décadas los más extraordinarios éxitos de taquilla en la historia del teatro musical en el Paraguay.
Fue, desde su creación en 1964, director del Conservatorio Municipal de Música (en Asunción) y director de Cultura de la Municipalidad de Asunción.
Cultivó el estilo universal, pero compuso también obras con temas de la música indígena y del folklore paraguayo.

## Obras
Entre sus obras, agrupadas por estilos destacan:
En el campo sinfónico, el poema sinfónico
- 1944: Kuarahy mimby (La flauta del sol)
- 1946: Movimiento de concierto para piano
- Paraguay ko’e, para coro y orquesta

En la música de cámara:
- 1935: Sonata para violín y piano en si menor
- 1946: Trío para piano
- 1944: Cuarteto de cuerdas en do mayor

En la música para piano:
- 1935: Tres piezas para piano
- 1945: Sonata para piano
- 1943: Sonata «El amanecer» para piano
- 1946: Tres aires paraguayos

En el campo de la zarzuela paraguaya compuso, sobre textos de Manuel Frutos Pane.
- 1956: La tejedora de ñandutí
- 1958: Korochire
- 1959: María Pakurí
- Las alegres kyguaverá
- Paloma pará

En la canción popular:
- Pobre pebeta
- Cuando era buena
- Idilio azul
- Margarita (tango)
- Mi casita
- Con tarjeta de cartón
- María Candé

Publicó, asimismo, una serie de artículos de música en la Revista del Ateneo Paraguayo y en diarios de Asunción y es autor de un folleto analítico, Apuntes para la historia de la música en el Paraguay (de 1982).

## Vida privada
Casado con Marina Acosta González, este matrimonio constituyó una familia numerosa.

## Fallecimiento
Falleció el 30 de enero de 1983 a los 71 años, tras una penosa enfermedad.